# Stefan Przybyszewski
Stefan Przybyszewski pseud. Józef, Władek (ur. 29 października 1903 w Krzywym Błocie koło Włocławka lub we Włocławku, zm. 21 kwietnia 1943 w Łodzi) – działacz komunistyczny.

## Życiorys
Syn Mikołaja i Katarzyny z Adamskich. Ukończył szkołę powszechną i pracował we Włocławskich Zakładach Przemysłowych. Na krótko wstąpił do PPS, a po wystąpieniu z niej wstąpił do Związku Młodzieży Komunistycznej (ZMK, od 1930 Komunistyczny Związek Młodzieży Polskiej (KZMP)) i do Komunistycznej Partii Polski (KPP). Sekretarz fabrycznej komórki KPP, organizator komórek partyjnych we włocławskich zakładach pracy, później członek Komitetu Dzielnicowego (KD) KPP we Włocławku i egzekutywy Komitetu Okręgowego (KO) KPP Kutno-Włocławek. Jednocześnie działał w legalnej PPS-Lewicy, delegat na jej II Zjazd w Łodzi w 1931. 
W latach 1931–32 na polecenie władz KPP uczył się w szkole Kominternu w Moskwie. W 1933 współorganizował wielki strajk powszechny włókniarzy w Łodzi, gdzie był sekretarzem KO KPP. Działał w MOPR. Wielokrotnie aresztowany i więziony za działalność komunistyczną. 1941–42 działacz organizacji „Front Walki o Naszą i Waszą Wolność”, następnie organizował Polską Partię Robotniczą (PPR) w Łodzi. Sekretarz okręgowy PPR Włocławek-Kutno, a od marca 1943 sekretarz obwodowy PPR w Łodzi. 
W kwietniu 1943 aresztowany i zamordowany przez Gestapo podczas śledztwa. Pośmiertnie awansowany na majora i odznaczony Krzyżem Grunwaldu. 

## Patronat
Jego imieniem nazwano dawną ulicę Aleksandra Napiórkowskiego w Łodzi (obecnie Stanisława Przybyszewskiego) i Technikum Ceramiczne w Fordonie (obecnie Bydgoszcz).